# Project Regeneration Vol. 2
Project Regeneration Vol. 2 è l'ottavo album in studio del gruppo musicale statunitense Static-X, pubblicato nel 2024.

## Tracce
Musiche di Static-X.
1. Stay Alive – 3:46 (testo: Wayne Static)
2. Zombie – 3:11 (testo: Xer0)
3. Jic-Boi – 2:58 (testo: Xer0, Static)
4. Black Star – 4:00 (testo: Static)
5. Kamikaze – 2:59 (testo: Xer0)
6. No Hope – 3:17 (testo: Static)
7. Take Control – 3:55 (testo: Xer0, Tony Campos)
8. Tone – 3:15 (testo: Static)
9. Run for Your Life – 2:48 (testo: Xer0)
10. Dark Place – 3:19 (testo: Static, Xer0)
11. Disco Otsego – 3:57 (testo: Xer0)
12. From Heaven (cover The Disease, Echo and the Bunnymen) – 3:55 (testo: Static)

Tracce Bonus
1. Terrible Lie (Nine Inch Nails cover) – 4:03 (testo: Trent Reznor)
2. Grover-Yoda-Data 14 – 2:38 (testo: Static, Xer0)

## Formazione
- Wayne Static – programmazione, voce (1, 3–6, 8, 10–12, 13, 14)
- Tony Campos – basso, cori
- Koichi Fukuda – chitarra, tastiera, programmazione
- Ken Jay – batteria
- Xer0 – chitarra, programmazione, voce (2, 3–5, 7, 9–11, 14)